# 박철수 (영화 감독)
박철수(朴哲洙, 1948년 11월 20일 ~ 2013년 2월 19일)는 대한민국의 영화 감독이다. 경상북도 청도군 출신이며, 본관은 죽산이다.
한국예술종합학교 · 목원대학교 · 한겨레 영화연출학교 · 교토예술대학 교수를 역임했다. 2013년 2월 19일 음주운전 차량에 치여 세상을 떠났으며 과거 MBC 《베스트셀러극장》에서 선우완 정지영씨 등과 연출을 맡아 영화적 연출기법으로 드라마에 신선한 영상미를 불어넣었다는 호평을 받아왔다.

## 학력
- 청도중앙초등학교
- 청도중학교
- 대구상업고등학교
- 성균관대학교 경영학과 학사

## 출연 작품

### 감독
- 《골목대장》
- 《밤이면 내리는 비》
- 《아픈 성숙》
- 《이런 여자 없나요》
- 《나르바나의 종》
- 《들개》
- 《땜장이 아내》
- 《에미》
- 《생인손》
- 《안개 기둥》
- 《박철수의 헬로 임꺽정》
- 《접시꽃 당신》
- 《오늘 여자》
- 《오세암》
- 《물 위를 걷는 여자》
- 《서울, 에비타》
- 《테레사의 연인》
- 《눈꽃》
- 《여자의 남자》
- 《우리 시대의 사랑》
- 《301 302》
- 《맥주가 애인보다 좋은 일곱가지 이유》
- 《학생부군신위》
- 《산부인과》
- 《가족시네마》
- 《성철》
- 《후쿠오카 이미지》
- 《봉자》
- 《녹색의자》
- 《붉은 바캉스 검은 웨딩》
- 《베드》
- 《마스터 클레스의 산책》(유작)
- 《마스터 클레스의 산책-미몽》(유작)
- 《생생활활》(유작)
- 《녹색의자 2013 - 러브 컨셉츄얼리》(유작)

### 연출
- 《말하는 눈》외  - 베스트셀러극장
- < 베스트셀러 극장 > 작품 다수

### 경력
- KGIT 교수
- 목원대학교 교수
- 한국예술종합학교 교수
- 일본 교토예술대학 교수
- 유바리 국제 판타스틱 영화제 심사위원
- 한겨레 영화연출학교 교수
- 상하이 국제 영화제 심사위원
- 홍콩 국제 영화제 심사위원
- 2005 대구한의대 문화과학대 디지털문화콘텐츠학부 부교수
- 1998 제1회 한일청소년영화제 집행위원장
- 1994 독립영화사 박철수 필름 설립
- MBC 베스트셀러극장 프로듀서
- 1980 MBC 프로듀서

### 기타 스텝
- 스물넷
- 내 사랑 유리에

## 수상
- 한국방송대상 (생인손)
- 2005 제4회 예술발전상
- 1999 제7회 춘사영화상 감독상 《가족시네마》
- 1997 화관문화훈장(5등급)
- 1997 제12회 우즈백키스탄 타슈겐트 영화제 최우수작품상
- 1996 제20회 몬트리올 국제영화제 최우수 예술공로상
- 1996 제16회 한국영화평론가협회상 감독상 《학생부군신위》
- 1996 제32회 백상예술대상 영화부문 감독상
- 1996 제32회 백상예술대상 영화부문 대상
- 1994 제18회 황금촬영상 시상식 감독상
- 1988 제24회 백상예술대상 영화부문 감독상
- 1986 제25회 대종상 우수작품상
- 1985 제21회 백상예술대상 TV부문 대상
- 1985 제24회 대종상 우수작품상
- 1980 제16회 백상예술대상 영화부문 신인감독상
- 1979 제18회 대종상 신인감독상
- 1970 인헌무공훈장(5등급)

## 같이 보기
- 한국 영화

1. ↑  이용주 (1984년 12월 22일). “술렁이는 TV 연출자들 映画(영화)제작 참여 채비”. 조선일보. 2023년 8월 2일에 확인함.